# Ehemaliger Schrautenbach’scher Hof

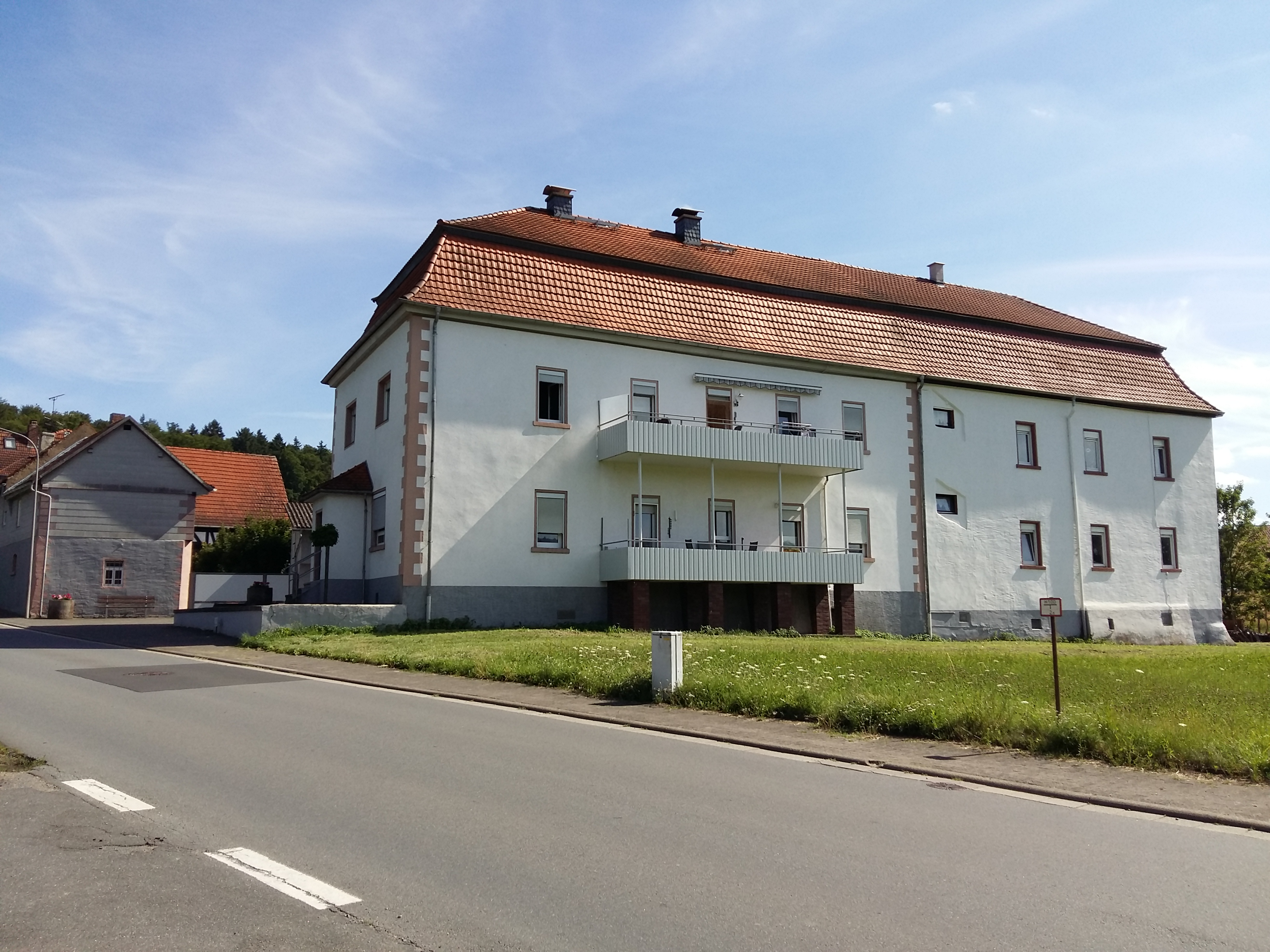
Blick von Süden

Der ehemalige Schrautenbach’sche Hof ist ein Gebäude am südöstlichen Ortsrand von Rodau, einem Stadtteil von Groß-Bieberau, und liegt im Norden des südhessischen Odenwalds.

## Architektur und Geschichte
Von der ehemals rechteckigen geschlossenen mittelalterlichen Adelshofanlage – die noch im Katasterplan erkennbar ist – existiert nur noch das dreigeschossige Herrenhaus.
Das ursprünglich mittelalterliche Bauwerk erhielt im 18. Jahrhundert seine jetzige Form mit gebrochenem Walmdach.
Im Inneren des Gebäudes sind noch ein Teil der barocken Stuckdecken erhalten.
Im Wesentlichen aus geschichtlichen Gründen wurde der ehemalige Schrautenbach’sche Hof unter Denkmalschutz gestellt.